# プレシャス・ロード
プレシャス・ロード("Take My Hand, Precious Lord"または"Precious Lord, Take My Hand")はゴスペル歌。詞はThomas A. Dorsey(1899–1993)が,曲はGeorge Nelson Allen(1812–1877)が書いた。コード進行はC→F→G7→C→F→C→G7→Cの繰り返し。

## 歌詞
歌詞

Precious Lord, take my hand（大切な主よ、手を取って）

Lead me on, let me stand（導いて、立たせて）

I am tired, I am weak, I am worn（私は疲れました。私は弱く、すり切れました。）

Through the storm, through the night（嵐の中、夜の中、）

Lead me on to the light（光に導いてください）

Take my hand precious Lord, lead me home（私の手を取って、大切な主よ、家に導いてください。）

When my way grows drear（道がわびしくなるとき）

Precious Lord linger near（大切な主よ、近くにいてください）

When my life is almost gone（命が消えるとき）

Hear my cry, hear my call（泣き叫ぶ声を、呼びかけを聞いてください）

Hold my hand lest I fall（手をつかんでください。私が落ちないように。）

Take my hand precious Lord, lead me home（私の手を取って、大切な主よ、家に導いてください。）

When the darkness appears（闇があらわれて）

And the night draws near（夜がしのびより）

And the day is past and gone（昼間が過ぎ、いってしまったら）

At the river I stand（私の立つ川で）

Guide my feet, hold my hand（私の足を案内し、手をとって）

Take my hand precious Lord, lead me home（私の手を取って、大切な主よ、家に導いてください。）

Precious Lord, take my hand（大切な主よ、手を取って）

Lead me on, let me stand（導いて、立たせて）

I am tired, I am weak, I am worn（私は疲れました。私は弱く、すり切れました。）

Through the storm, through the night（嵐の中、夜の中、）

Lead me on to the light（光に導いてください）

Take my hand precious Lord, lead me home（私の手を取って、大切な主よ、家に導いてください。）

## 起源
曲のクレジットはドーシーになっているが、1844年の讃美歌MAITLANDから多く引用されている。MAITLANDはアメリカ人作曲家George N. Allen (1812–1877)が作ったことになっている。
最初期の録音は1937年、the Heavenly Gospel Singers  (BluebirdレコードB6846)。
40以上の言語で出版された。

## 主要演奏
ドクター・マーティン・ルーサー・キングJr.のお気に入りで、ゴスペル歌手のマヘリア・ジャクソンを公民権運動の行進によく招き、同曲を歌ってもらって民衆を元気づけてもらっていた。彼の願いもあり、1968年4月の彼の葬式で彼女が同曲を歌った。キングの最後の言葉は、（暗殺当夜の）ミサで同曲を歌ってもらうつもりです、というものだった。暗殺の三日後、ニーナ・シモンはWestbury Music Fairで同曲を歌い捧げ、その夜の演奏は『'Nuff Said!』というアルバムになった。
マイルス・デイヴィスが手放しで絶賛したオペラ歌手レオンタイン・プライスは1973年1月、リンドン・ジョンソン大統領の国葬で同曲を歌った。
アレサ・フランクリンはマヘリア・ジャクソンの葬式で歌った（1972）。アレサは同年のゴスペル・アルバム『Amazing Grace』で『You've Got a Friend』とのメドレーで同曲を歌った。
BBキングが出演したマーティン・スコセッシ監督監修のブルース・ドキュメンタリー映画『road to Memphis』で、キングがうたた寝するシーンにキングの『プレシャス・ロード』（ライブ・バージョン）が流れ、サントラにも同バージョンが収録された。

## 主要録音
多くのミュージシャンが録音した。最も売れたのはJim Reevesのバージョンで、1965年のシングル"This World is Not My Home" のB面だった。
| - 1938: Emory Johnson (デッカ・レコード 7546) - 1938: セラー・ジュビリー・シンガーズ (デッカ 7598) - 1941: ロゼッタ・サープ (デッカ 8610) - 1954: ブラインド・ボーイズ・オブ・アラバマ Oh Lord, Stand By Me (Speciality) - 1954: リトル・ジミー・ディケンズ Old Country Church (Columbia) - 1956: マヘリア・ジャクソン Bless This House (Columbia) - 1956: アレサ・フランクリン ：Songs of Faith に収録 - 1957: エルヴィス・プレスリー :『エルヴィス・クリスマス・アルバム』 (RCA Victor)に収録 - 1957: ジミー・ディーン Hour of Prayer (Columbia) - 1957: Clara Ward Somebody Greater Than You & I (DOT) - 1958: ロイ・エイカフ Favorite Hymns (MGM) - 1959: The Oak Ridge Quartet (self-titled album) - 1960: テネシー・アーニー・フォード What a Friend We Have (Capitol) - 1960: BBキング Sings Spirituals - 1962: チェット・アトキンス Plays Back Home Hymns (RCAビクター) - 1962: ジム・リーブス We Thank Thee (RCAビクター) - 1964: リトル・リチャード Coming Home (録音は1959) - 1967: ジミー・デュランテ Songs for Sunday | - 1968: ニーナ・シモン 'Nuff Said! (RCA) - 1969: アンドレ･クラウチ & The Disciples Take the Message Everywhere (Light) - 1974: アイク&ティナ・ターナー The Gospel According to Ike and Tina - 1978: Lawrence Welk Hallelujah - 1982: アル・グリーン Precious Lord (グラミー賞受賞) - 1982: BJトーマス Peace in the Valley (Word) - 1993: Lonnie Donegan More Than "Pye in the Sky" (収録は1954–57) - 1994: Vickie Winans (self-titled album) - 1996: メイヴィス・ステープルズ Spirituals & Gospel (Verve) - 1998: グラディス・ナイト Many Different Roads (MCA) - 1998: パット・ブーン - 2001: Merle Haggard Cabin in the Hills - 2003: エンゲルベルト・フンパーディンク Always Hear the Harmony: The Gospel Sessions - 2005: ランディ・トラヴィス Glory Train - 2005: フェイス・ヒル ：チャリティアルバムHurricane Relief: Come Together Nowに収録 - 2013: ルル・ローマン (テレビ番組en:Hee Hawの一環として) At Last |

## 賞
"Take My Hand, Precious Lord"は2007年にクリスチャン音楽の殿堂入り。
RIAAの「世紀の歌」一覧にも入っている。

## 参照
1. ↑  Dixon, Robert M. W. Blues and Gospel Records: 1890-1943, Oxford University Press (1997), page 370 - ISBN 0-19-816239-1
2. ↑  McNeil, W. K. Encyclopedia of American Gospel Music (2005), Routledge, page 107 - ISBN 0-415-94179-2
3. ↑  Woods, Randall. LBJ: Architect of American Ambition (2006), Simon and Schuster, page 884 - ISBN 0-684-83458-8
4. ↑  Christian Music Hall of Fame